# Veturius platyrhinus
Veturius platyrhinus es una especie de coleóptero de la familia Passalidae.

## Distribución geográfica
Habita en Colombia.